# Chaetobromus
Chaetobromus es un género de plantas herbáceas perteneciente a la familia de las poáceas. Es originario del sur de África.

## Especies
- - Chaetobromus degreanus var. minor Nees
- Chaetobromus dregeanus Nees
  - Chaetobromus dregeanus var. maior Nees
- Chaetobromus fascicularis Nees
- Chaetobromus interceptus Nees
- Chaetobromus involucratus (Schrad.) Nees
  -     - Chaetobromus involucratus subsp. dregeanus (Nees) Verboom
    - Chaetobromus involucratus subsp. involucratus

  - Chaetobromus involucratus var. involucratus
    - Chaetobromus involucratus subsp. sericeus (Nees) Verboom

  - Chaetobromus involucratus var. sericeus Nees
- Chaetobromus schlechteri Pilg.
- Chaetobromus schraderi Stapf
- Chaetobromus strictus (Schrad.) Nees

## Citología
El número cromosómico básico del género es x = 6, con números cromosómicos somáticos de 2n = 12, 24, 36, 48, 54, 72.